# Tatiana Ewodo Ekogo
Tatiana Ewodo Ekogo, né le 9 février 1997 à Yaoundé au Cameroun, est une footballeuse internationale camerounaise qui évolue au poste d'attaquante pour le club russe de l'Ienisseï Krasnoïarsk.

## Biographie

### En club
Elle découvre le football à la Mbankomo Public School. En 2012, fait ses débuts en équipe première avec les Louves Minproff. Elle devient meilleure buteuse et est élue meilleure joueuse de la Coupe du Cameroun.
En 2019, elle rejoint le club russe de l'Ienisseï Krasnoïarsk. Elle dispute son premier match en championnat russe le 11 avril 2019 contre Chertanovo, passant les 90 minutes sur le terrain. Elle marque son premier but en championnat russe trois jours plus tard, le 14 avril 2019, lors d'un match contre le même adversaire. Au total, elle participe à 18 matchs de championnat pendant la saison et inscrit 4 buts.
En août 2020, elle signe avec le Zénith Saint-Pétersbourg. En mars 2021, elle retourne à l'Ienisseï Krasnoïarsk.

### En équipe nationale
Elle est appelée en équipe nationale du Cameroun pour participer aux Jeux africains de 2015, où les camerounaises ont été médaillés d'argent.
Elle est sélectionnée pour disputer la Coupe d'Afrique des nations 2022.